# Леуші
Леуші́ (рос. Леуши) — село у складі Кондінського району Ханти-Мансійського автономного округу Тюменської області, Росія. Адміністративний центр Леушинського сільського поселення.
Населення — 1197 осіб (2010, 1298 у 2002).
Національний склад станом на 2002 рік: росіяни — 68 %.